# Pomoćnice
Pomoćnice (krumpirovke; lat. Solanaceae), porodica biljaka dvosupnica iz reda gorkosladolike.
Porodici pripada 102 roda s 2785 priznatih vrsta.

## Opis
Solanaceae, porodica cvjetnica velebilja i krumpira (red Solanales), sa 102 roda i oko 2280 vrsta, od kojih su mnoge od velike ekonomske važnosti kao biljke za hranu i lijekove. Članovi porodice Solanaceae nalaze se po cijelom svijetu, ali su najbrojniji i široko rasprostranjeni u tropskim regijama Latinske Amerike, gdje je oko 40 rodova endemično. Vrlo malo članova nalazi se u umjerenim regijama, a samo oko 50 vrsta se nalazi u Sjedinjenim Državama i Kanadi zajedno. Otrovni alkaloidi prisutni u nekim vrstama iz porodice dali su ovim potonjim mračno narodno ime "velebilje".
Fizički opis
Članovi obitelji su jednogodišnje, dvogodišnje ili višegodišnje biljke i obično su biljke, iako neke vrste rastu kao grmlje ili malo drveće. Listovi su uglavnom jednostavni i naizmjenično raspoređeni. Porodicu karakteriziraju pojedinačni ili grozdasti cvjetovi sa čašicama i laticama, pet na broju i srasli; pet prašnika; i gornji jajnik (tj. onaj koji se nalazi iznad točke pričvršćivanja ostalih dijelova cvijeta), sastavljen od dva spojena karpela (segmenti koji nose ovule) i koso smješten u cvijetu na bazalnom disku tkiva. Vrh (gornji kraj plodnice) je jednostavan i nosi dvorežnjevitu stigmu, površinu koja prima pelud. Cvjetovi su obično upadljivi i posjećuju ih kukci. Plod je obično bobica ili kapsula.
Glavni rodovi i vrste
S oko 2000 vrsta, rod Solanum je najveći rod obitelji i od velike je ekonomske i kulturne važnosti za svoje prehrambene usjeve. Među njima su najvažniji krumpir (Solanum tuberosum), patlidžan (S. melongena) i rajčica (S. lycopersicum). Nekoliko vrsta poznato je kao velebilje i vrlo su otrovne, uključujući Crnu pomoćnicu S. nigrum i gorkoslad  S. dulcamara.
Rod Capsicum s oko 30 vrsta gospodarski je važan zbog jestivih paprika. Rod obuhvaća sve različite oblike paprika s mesnatim plodom, uključujući blage paprike babure koje se koriste kao povrće i ljute čili papričice, poput kajenske paprike i tabasca, koje se koriste kao užici ili kao začini, ukiseljene ili mljevene u fini prah za upotrebu kao začin. Neke biljke paprike uzgajaju se kao ukrasne biljke.
Rod Nicotiana, najpoznatiji po duhanu (N. tabacum i N. rustica), broji oko 80 vrsta. Ostali kemijski aktivni članovi obitelji uključuju belladonnu (A. belladonna), anđeoske trube (Brugmansia) i kužnjak (Datura stramonium), koji se svi smatraju otrovnima.
Porodica se može pohvaliti nizom vrtnih ukrasa, kao što su pripadnici rodova Browallia, Brugmansia, Brunfelsia, Cestrum, Datura, Lycium, Nicotiana, Nierembergia, Petunia, Salpiglossis, Schizanthus, Solandra, Solanum i Streptosolen.

## Potporodice i rodovi
1. Familia Solanaceae Juss. (2785 spp.)
  1. Subfamilia Schizanthoideae Hunz.
    1. Schizanthus Ruiz & Pav. (14 spp.)

  2. Subfamilia Duckeodendroideae Reveal
    1. Duckeodendron Kuhlm. (1 sp.)

  3. Subfamilia Goetzeoideae Thorne & Reveal
    1. Reyesia Clos (4 spp.)
    2. Tsoala Bosser & D´Arcy (1 sp.)
    3. Metternichia J. C. Mikan (2 spp.)
    4. Coeloneurum Radlk. (1 sp.)
    5. Henoonia Griseb. (1 sp.)
    6. Espadaea A. Rich. (1 sp.)
    7. Goetzea Wydler (2 spp.)

  4. Subfamilia Petunioideae Thorne & Reveal
    1. Tribus Petunieae Horan.
      1. Fabiana Ruiz & Pav. (16 spp.)
      2. Calibrachoa Cerv. (28 spp.)
      3. Petunia Juss. (17 spp.)
      4. Brunfelsia L. (49 spp.)
      5. Leptoglossis Benth. (6 spp.)
      6. Nierembergia Ruiz & Pav. (21 spp.)
      7. Hunzikeria D´Arcy (4 spp.)
      8. Plowmania Hunz. & Subils (1 sp.)

    2. Tribus Schwenckieae Hunz.
      1. Melananthus Walp. (5 spp.)
      2. Heteranthia Nees & Mart. (1 sp.)
      3. Schwenckia L. (21 spp.)

  5. Subfamilia Cestroideae Burnett
    1. Tribus Benthamielleae Hunz.
      1. Pantacantha Speg. (1 sp.)
      2. Combera Sandwith (2 spp.)
      3. Benthamiella Speg. ex Wettst. (12 spp.)

    2. Tribus Salpiglossideae Benth.
      1. Salpiglossis Ruiz & Pav. (5 spp.)

    3. Tribus Cestreae Dumort.
      1. Sessea Ruiz & Pav. (21 spp.)
      2. Vestia Willd. (1 sp.)
      3. Cestrum L. (206 spp.)

    4. Tribus Browallieae Hunz.
      1. Protoschwenkia Soler. (1 sp.)
      2. Browallia L. (23 spp.)
      3. Streptosolen Miers (1 sp.)

  6. Subfamilia Nicotianoideae Miers
    1. Tribus Nicotianeae Dumort.
      1. Nicotiana L. (104 spp.)

    2. Tribus Anthocercideae G. Don
      1. Symonanthus Haegi (2 spp.)
      2. Anthocercis Labill. (10 spp.)
      3. Duboisia R. Br. (4 spp.)
      4. Cyphanthera Miers (8 spp.)
      5. Crenidium Haegi (1 sp.)
      6. Anthotroche Endl. (3 spp.)
      7. Grammosolen Haegi (4 spp.)

  7. Subfamilia Solanoideae Burnett
    1. Tribus Jaboroseae Miers
      1. Jaborosa Juss. (22 spp.)
      2. Latua Phil. (1 sp.)

    2. Tribus Nolaneae Rchb.
      1. Sclerophylax Miers (14 spp.)
      2. Nolana L. fil. (69 spp.)
      3. Lycium L. (100 spp.)

    3. Tribus Hyoscyameae Endl.
      1. Atropa L. (5 spp.)
      2. Anisodus Link (4 spp.)
      3. Hyoscyamus L. (32 spp.)
      4. Atropanthe Pascher (1 sp.)
      5. Przewalskia Maxim. (2 spp.)
      6. Scopolia Jacq. (2 spp.)
      7. Physochlaina G. Don (10 spp.)
      8. Subtribus neopisan
        1. Exodeconus Raf. (6 spp.)

      9. Subtribus Mandragorinae
        1. Mandragora L. (3 spp.)

    4. Tribus Solandreae Miers
      1. Solandra Sw. (10 spp.)
      2. Schultesianthus Hunz. (8 spp.)
      3. Trianaea Planch. & Linden (3 spp.)
      4. Merinthopodium Donn. Sm. (3 spp.)
      5. Poortmannia Drake (1 sp.)
      6. Dyssochroma Miers (3 spp.)
      7. Markea Rich. (18 spp.)
      8. Doselia A. Orejuela & Särkinen (4 spp.)
      9. Juanulloa Ruiz & Pav. (8 spp.)
      10. Hawkesiophyton Hunz. (2 spp.)

    5. Tribus Nicandreae Lowe
      1. Nicandra Adans. (3 spp.)

    6. Tribus Datureae Dumort.
      1. Trompettia J. Dupin (1 sp.)
      2. Datura L. (13 spp.)
      3. Brugmansia Pers. (7 spp.)

    7. Tribus Solaneae Dumort.
      1. Jaltomata Schltdl. (75 spp.)
      2. Solanum L. (1228 spp.)

    8. Tribus Salpichroeae
      1. Nectouxia Kunth (1 sp.)
      2. Salpichroa Miers (18 spp.)

    9. Tribus Capsiceae Dumort.
      1. Lycianthes (Dunal) Hassl. (154 spp.)
      2. Capsicum L. (43 spp.)

    10. Tribus Physalideae Miers
      1. Subtribus Iochrominae Reveal
        1. Iochroma Benth. (40 spp.)
        2. Trozelia Raf. (2 spp.)
        3. Saracha Ruiz & Pav. (8 spp.)
        4. Dunalia Kunth (5 spp.)
        5. Eriolarynx (Hunz.) Hunz. (4 spp.)
        6. Vassobia Rusby (2 spp.)

      2. Subtribus Withaniinae Bohs & Olmstead
        1. Cuatresia Hunz. (18 spp.)
        2. Deprea Raf. (55 spp.)
        3. Withania Pauquy (12 spp.)
        4. Athenaea Sendtn. (14 spp.)
        5. Discopodium Hochst. (2 spp.)
        6. Tubocapsicum (Wettst.) Makino (2 spp.)
        7. Archiphysalis Kuang (2 spp.)
        8. Nothocestrum A. Gray (4 spp.)

      3. Subtribus Physalidinae Reveal
        1. Physaliastrum Makino (6 spp.)
        2. Tzeltalia E. Estrada & M. Martínez (3 spp.)
        3. Schraderanthus Averett (1 sp.)
        4. Darcyanthus Hunz. ex N. A. Harriman (1 sp.)
        5. Brachistus Miers (3 spp.)
        6. Witheringia L´Hér. (13 spp.)
        7. Leucophysalis Rydb. (2 spp.)
        8. Oryctes S. Watson (1 sp.)
        9. Calliphysalis Whitson (1 sp.)
        10. Alkekengi Mill. (1 sp.)
        11. Quincula Raf. (1 sp.)
        12. Cataracta Zamora-Tav., O. Vargas & M. Martínez (1 sp.)
        13. Chamaesaracha (A. Gray) Benth. ex Franch. & Sav. (14 spp.)
        14. Capsicophysalis (Bitter) Averett & M. Martínez (1 sp.)
        15. Physalis L. (87 spp.)

## Galerija
- Solanum viarum
- Solanum tuberosum
- Nicandra physaloides
- Witheringia solanacea
- Vestia foetida
- Metternichia principis
- Hyoscyamus aureus
- Atropa baetica
- Mellissia begoniifolia